# Nadata oregonensis
Nadata oregonensis är en fjärilsart som beskrevs av Butler 1881. Nadata oregonensis ingår i släktet Nadata och familjen tandspinnare. Inga underarter finns listade i Catalogue of Life.